# Нельсон, Эдвард Уильям
Эдвард Уильям Нельсон (англ. Edward William Nelson; 1855—1934) — американский исследователь и этнолог.

## Биография
В 1876 году Нельсон изучал биологию в Университете Джонса Хопкинса в Балтиморе.
В 1881 году Нельсон участвовал в качестве натуралиста в поисковой экспедиции пропавшего корабля к острову Врангеля. Нельсон опубликовал свои открытия в докладе «Report upon Natural History Collections Made in Alaska between the Years 1877-1881» (1887). Наряду с этим он описал свои этнологические экспедиции в труде «The Eskimo about Bering Strait» (1900).
В 1890 году Нельсон сопровождал зоолога Клинтона Харта Мерриама, руководителя отделения орнитологии и млекопитающих в Министерстве сельского хозяйства Соединённых Штатов, в экспедиции в Долину Смерти. В 1891 году он отправился в Мексику, проводя там в течение 14 лет полевые исследования наземных позвоночных животных.
Нельсон был президентом Американского общества орнитологов. Он опубликовал более 200 научных работ и впервые описал такие виды животных, как тонкорогий баран (Ovis dalli), мексиканский волк (Canis lupus baileyi), ласточка Progne sinaloae, амильтемский кролик (Sylvilagus insonus) и краснощёкий колибри (Goethalsia bella).

## Труды (выборочно)
- 1883: Cruise of the Revenue-Steamer Corwin in Alaska and the N.W. Arctic Ocean in 1881: notes and memoranda : medical and anthropological; botanical; ornithological
- 1886: Contributions to the natural History of Alaska: results of Investigations made chiefly in the Yukon District and the Aleutian Islands
- 1887: Report upon natural history collections crade in Alaska, between the years 1877 and 1881
- 1899: Revision of the squirrels of Mexico and Central America
- 1899: Natural History of the Tres Marias Islands, Mexico
- 1900: The Eskimo about Bering strait
- 1909: The rabbits of North American
- 1921: Lower California and its natural resources
- 1927: The book of birds: birds of town and country, the warblers, and American game birds
- 1930: Wild animals of North America: intimate studies of big and little creatures of the mammal kingdom
- 1930: The wilderness of Denali: explorations of a hunter-naturalist in northern Alaska